# Deraeocoris
Deraeocoris är ett släkte av insekter. Deraeocoris ingår i familjen ängsskinnbaggar.

## Bildgalleri

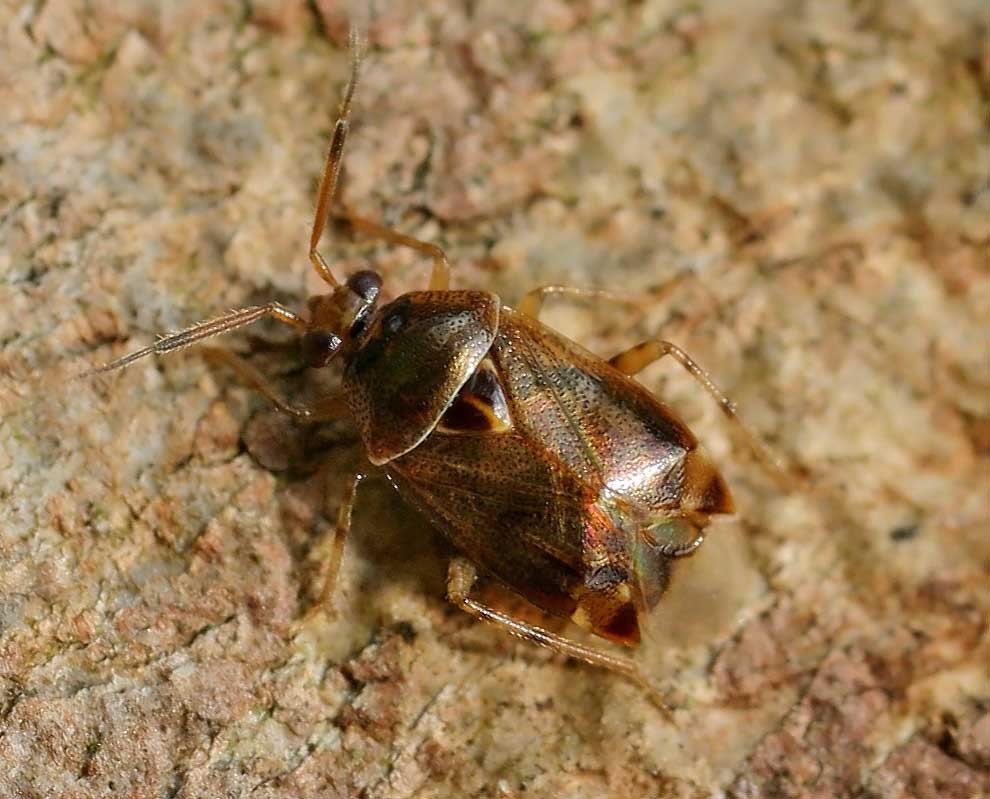
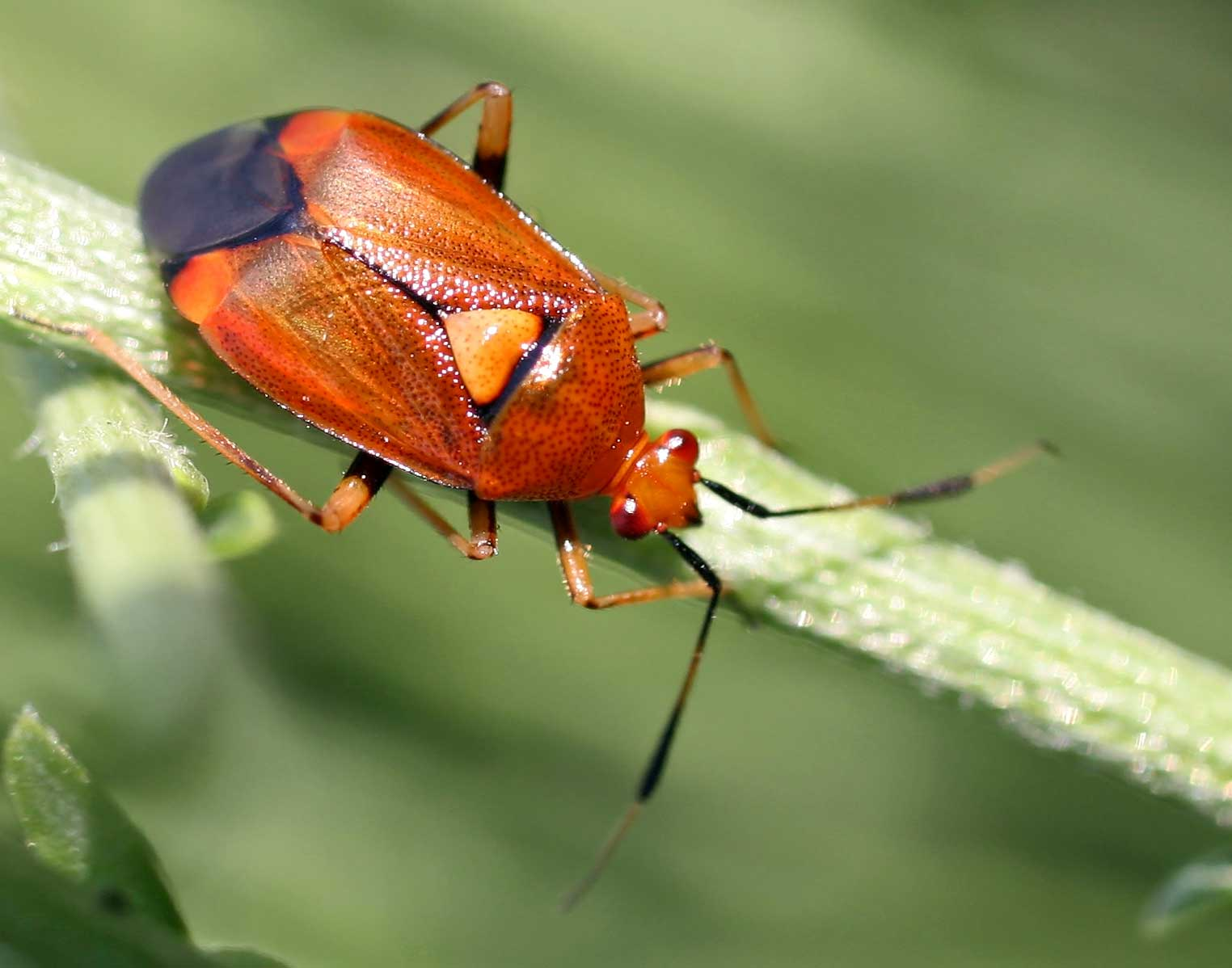
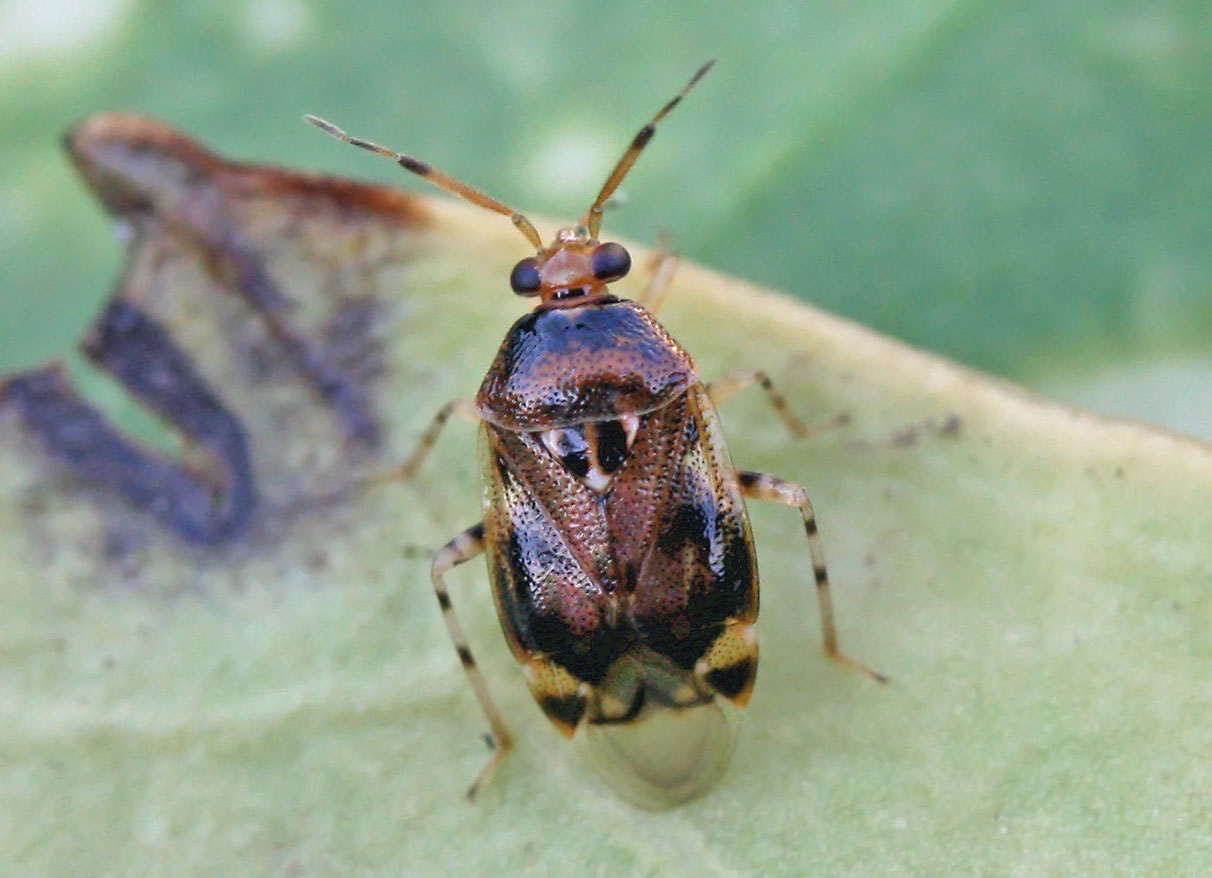
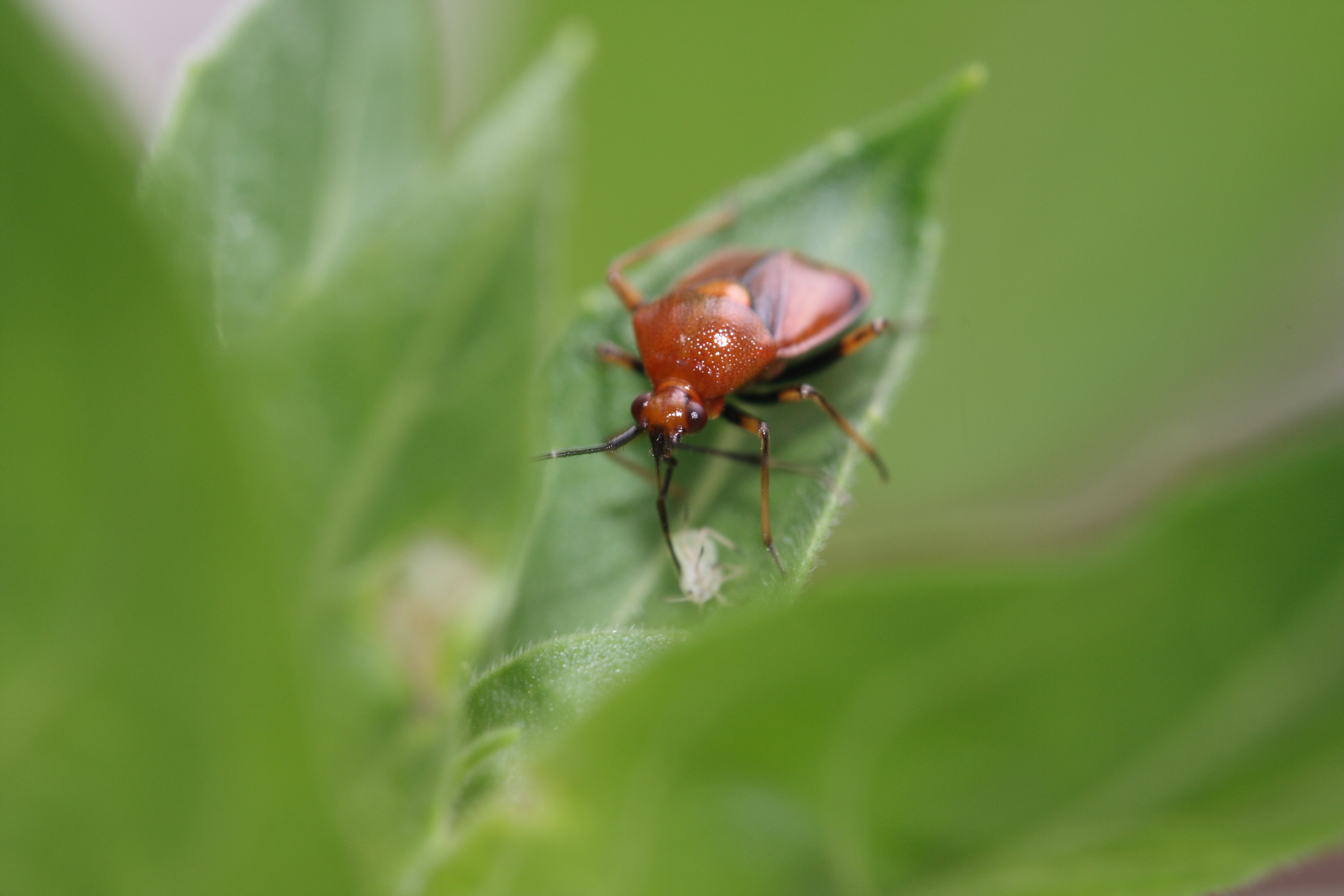
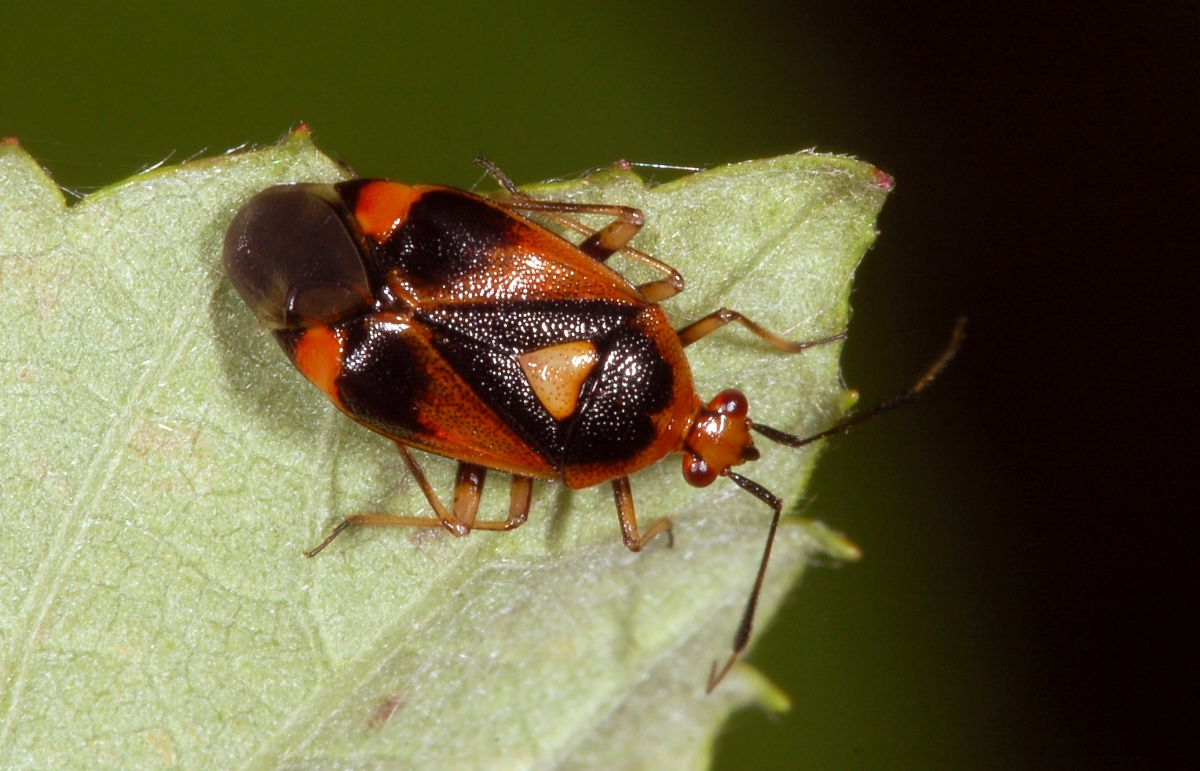
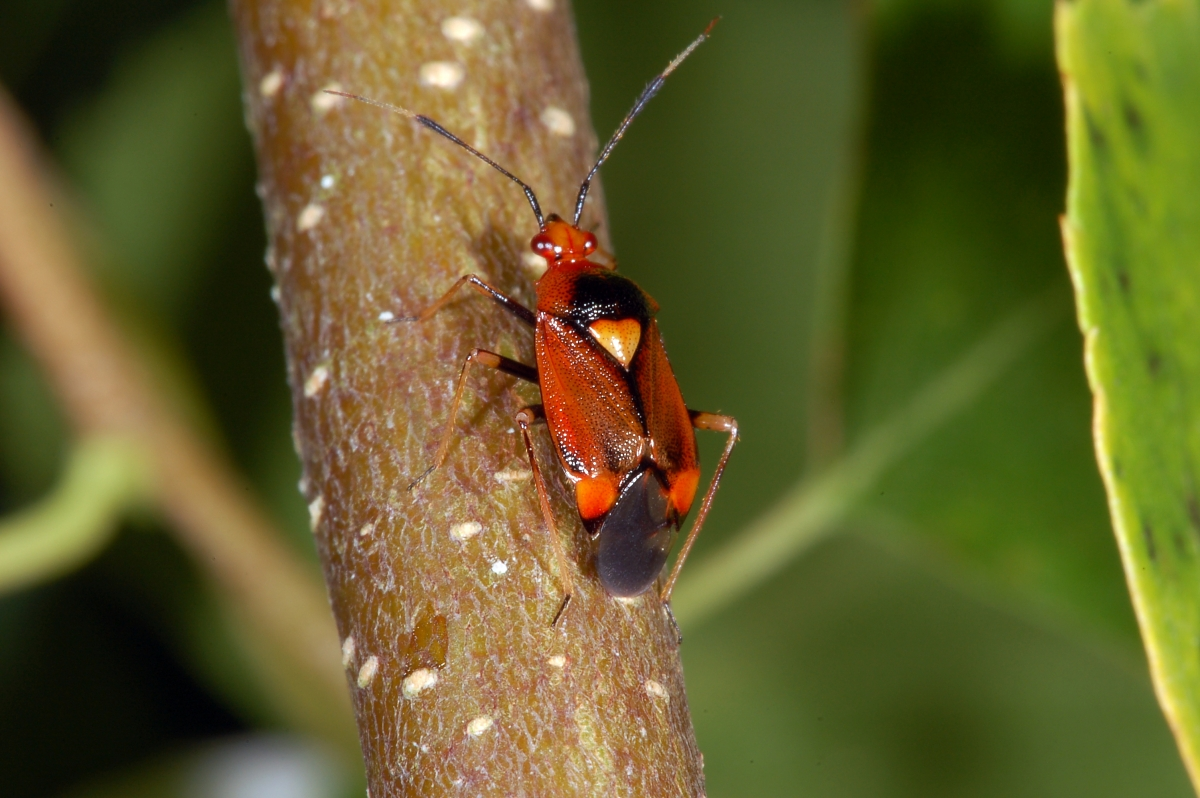

## Dottertaxa tillDeraeocoris, i alfabetisk ordning[1][2]
- Deraeocoris albigulus
- Deraeocoris alnicola
- Deraeocoris apache
- Deraeocoris aphidiphagus
- Deraeocoris appalachianus
- Deraeocoris atriventris
- Deraeocoris bakeri
- Deraeocoris balli
- Deraeocoris barberi
- Deraeocoris betulae
- Deraeocoris borealis
- Deraeocoris brevis
- Deraeocoris bullatus
- Deraeocoris cerachates
- Deraeocoris cochise
- Deraeocoris comanche
- Deraeocoris convexulus
- Deraeocoris davisi
- Deraeocoris delicatus
- Deraeocoris diveni
- Deraeocoris fasciolus
- Deraeocoris fenestratus
- Deraeocoris flavilinea
- Deraeocoris franserensis
- Deraeocoris fulgidus
- Deraeocoris fulvescens
- Deraeocoris fulvus
- Deraeocoris fusifrons
- Deraeocoris gilensis
- Deraeocoris grandis
- Deraeocoris hesperus
- Deraeocoris histrio
- Deraeocoris incertus
- Deraeocoris kennicotti
- Deraeocoris knightonius
- Deraeocoris laricicola
- Deraeocoris luridipes
- Deraeocoris lutescens
- Deraeocoris madisonensis
- Deraeocoris manitou
- Deraeocoris morio
- Deraeocoris mutatus
- Deraeocoris navajo
- Deraeocoris nebulosus
- Deraeocoris nigrifrons
- Deraeocoris nigritulus
- Deraeocoris nitenatus
- Deraeocoris nubilus
- Deraeocoris olivaceus
- Deraeocoris ornatus
- Deraeocoris piceicola
- Deraeocoris picipes
- Deraeocoris pinicola
- Deraeocoris poecilus
- Deraeocoris punctulatus
- Deraeocoris quercicola
- Deraeocoris ruber
- Deraeocoris rubripes
- Deraeocoris rubroclarus
- Deraeocoris rufiventris
- Deraeocoris sayi
- Deraeocoris schuhi
- Deraeocoris schwarzii
- Deraeocoris scutellaris
- Deraeocoris shastan
- Deraeocoris tinctus
- Deraeocoris triannulipes
- Deraeocoris trifasciatus
- Deraeocoris tsugae
- Deraeocoris validus
- Deraeocoris vanduzeei